# Чалорью, Сангад
Сангад Чалорью (тайск. สงัด ชลออยู่; 4 марта 1915, Доем-Банг-Нанг-Буат — 23 ноября 1980, Бангкок) — таиландский военачальник, политик и государственный деятель, адмирал королевского флота. Главнокомандующий вооружёнными силами Таиланда в 1975—1976 годах, министр обороны в 1976—1977 годах. Возглавлял Национальный совет административной реформы — военную хунту, отстранившую от власти правительство Сени Прамота после Таммасатской резни 6 октября 1976 года. Был одним из руководителей правого антикоммунистического режима. Год спустя участвовал в смещении правительства Танина Краивичьена.

## Служба и взгляды
Родился в деревенской семье из провинции Супханбури. Окончил Университет Раджабхат в Бангкоке, затем Королевскую военно-морскую академию и Университет национальной обороны Таиланда. Во время Второй мировой войны служил на миноносцах Королевских ВМС. Участвовал в Манхэттенском восстании 1951 года против премьер-министра Сонгкрама Пибуна, после подавления мятежа некоторое время провёл в тюрьме. Однако был быстро амнистирован и вернулся на службу во флот. Пользовался большим авторитетом как высокопрофессиональный военный моряк. Был прозван Большая челюсть, Большая акула.
Политически Сангад Чалорью был убеждённым монархистом, приверженцем короля Рамы IX, вполне лояльным к правым диктатурам фельдмаршала Танарата и фельдмаршала Киттикачона. Левые источники относили его к ультраправым (иногда говорилось даже о его близости к фашизму). Однако такого рода действия или высказывания документально не подтверждаются. До середины 1970-х Чалорью не занимал политических постов, кроме церемониального членства в палате представителей и сенате и формального участия в собрании по разработке конституции. Более того, либеральный премьер-министр Сени Прамот предлагал адмиралу Чалорью вступить в его Демократическую партию.
В целом взгляды Чалорью рассматривались как «неясные», позиции как «умеренные» — но с очевидно жёстким антикоммунизмом и проамериканским уклоном во внешней политике. По характеру занимаемых военных должностей имел связи с ЦРУ США.

## Адмирал-министр
В октябре 1973 года массовые протесты привели к свержению режима «Трёх тиранов» — Танома Киттикачона, Прапата Чарусатьена, Наронга Киттикачона. Смену власти поддержал король и одобрило командование вооружённых сил. В ноябре 1973 года Сангад Чалорью был назначен командующим ВМС в звании адмирала. С 1 октября 1975 года — главнокомандующий вооружёнными силами Таиланда. Он стал на этом посту первым представителем флота (до того времени ВМС считались наименее значимой частью таиландских вооружённых сил). Сменил на этом посту генерала Крита Сивару.
5 октября 1976 года, в обстановке обостряющегося политического кризиса и назревающего силового столкновения правых и левых радикалов, премьер-министр Сени Прамот назначил адмирала Чалорью министром обороны. Прамот рассчитывал на умеренную политическую репутацию и профессиональный авторитет Чалорью. Однако ещё с февраля 1976 Чалорью склонялся к жёстким военно-полицейским мерам. Он считал необходимым подавить левые силы и предотвратить захват власти коммунистами (как произошло в 1975 году в Южном Вьетнаме, Лаосе и Камбодже). В то же время Чалорью долгое время рассчитывал на способность гражданского правительства стабилизировать положение без прямого установления военного режима.

## «Таммасатский» переворот
6 октября 1976 года произошла Таммасатская резня — штурм Таммасатского университета в Бангкоке полицией, войсками и антикоммунистическими боевиками. Несколько десятков левых активистов и сторонников компартии были убиты на месте. В столице начались массовые демонстрации правых сил, призывавших короля и военное командование взять власть в свои руки. Сени Прамот подал в отставку. С санкции короля власть перешла к Национальному совету административной реформы — военной хунте во главе с министром обороны Чалорью.

Правительство не может управлять. Чтобы спасти Таиланд от захвата коммунистами и защитить монархию, Совет берёт власть в свои руки.

Сангад Чалорью, 6 октября 1976

«Послетаммасатский» режим приобрёл репутацию самого правого, авторитарного и жёсткого в политической истории Таиланда XX века.

## На прежнем посту
6—8 октября 1976 Сангад Чалорью официально стоял во главе правительства. Через день после переворота премьер-министром был утверждён известный адвокат Танин Краивичьен — крайний консерватор-антикоммунист, активный член монархического движения Девятая сила. При крайне правом премьере Чалорью сохранил тот же пост министра обороны, который занимал при либерале. Он сыграл важную роль в жёстких стабилизационных мерах и подавлении прокоммунистического повстанчества. При этом и адмирал, и премьер называли главными задачами новых властей подавление не только коммунизма, но и коррупции.
В конце января 1977 года произошло вооружённое столкновение между Таиландом и полпотовской Кампучией. Полпотовские войска учинили резню в трёх таиландских приграничных сёлах (в основном по идеологическим мотивам). Ответом был контрудар таиландской армии с рейдом в Кампучию. (Впоследствии, после свержения режима Пол Пота, таиландская территория с санкции Чалорью была предоставлена под базирование «красных кхмеров» для вооружённой борьбы против вьетнамских войск.)

## Повторный переворот
Политический курс премьера Краивичьена носил крайне идеологизированный характер. Это обостряло противоречия, отталкивало от правительства различные социальные слои, ухудшало отношения с США, поскольку администрация Джимми Картера вела кампанию защиты прав человека и осуждала антикоммунистические репрессии в Таиланде. 20 октября 1977 года военное руководство отстранило Краивичьена от власти. Новое правительство возглавил генерал Криангсак Чамаманан.
Хотя отстранение Краивичьена было санкционировано Чалорью, он не получил поста в новом правительстве. Свою государственно-политическую деятельность адмирал Чалорью продолжил в качестве королевского советника (как и Краивичьен) и члена Национального военного совета. В целом при правительстве Чамаманана влияние Чалорью снизилось. Три года спустя адмирал Чалорью скончался от сердечной недостаточности.
Переворот 6 октября 1976 года — важная веха в истории Таиланда — связывается с именем Сангада Чалорью. Однако существует обоснованная точка зрения, утверждающая, что адмирал не являлся его инициатором и реальным лидером. Предполагается, что акция была организована и проведена такими деятелями, как Криангсак Чамаманан, Самак Сунтхаравет, Судсай Хасадин, Чалермчай Матчаклам — более политизированными и более жёстко настроенными. Косвенным образом это подтверждается 20 октября 1977 года и последующими событиями.

## Семья
Сангад Чалорью был дважды женат. Его первая супруга погибла во время войны. Во втором браке с Сукон Чалорью имел сына-архитектора и дочь-медика.